# Acrocormus
Acrocormus is een geslacht van vliesvleugeligen uit de familie Pteromalidae. De wetenschappelijke naam van dit geslacht is voor het eerst geldig gepubliceerd in 1856 door Förster.

## Soorten
Het geslacht Acrocormus omvat de volgende soorten:
- Acrocormus eucallus Xiao & Huang, 2001
- Acrocormus fuscus Xiao & Huang, 2001
- Acrocormus semifasciatus Thomson, 1878
- Acrocormus ulmi Yang, 1996
- Acrocormus wuyingensis Yang, 1996